# Чамац
Чамац (име потиче од турске речи чам за јелу) је отворен или полузатворен пловни објекат коритастог облика, а мањих димензија. Може се кретати уз помоћ људске снаге, ветра или механичке снаге. Мали чамци се обично налазе на унутрашњим пловним путевима као што су реке и језера, или у заштићеним обалским подручјима. Међутим, неки чамци, као што је велбот, били су намењени за употребу на отвореном на мору. У савременим поморским терминима, чамац је довољно мало пловило да се може пренети на брод.
Понекад се чамцима називају (поготово у војној морнарици) бродови покривени палубом, па и мањи бродови који се употребљавају за посебне намене, нпр. патролни, торпедни и други чамци.
Према води у којој плове чамци се деле на речне, језерске и морске чамце.
Према врсти погона разликују се:
- чамци који се крећу људском снагом (весла, лопатице или мотке, нпр. лондра);
- чамци на једра;
- чамци с механичким погоном.

Према употреби деле се на:
- чамце војне морнарице;
- чамце на трговачким бродовима;
- лучке чамце;
- рибарске чамце;
- спортске чамце;
- чамце за обално спашавање;
- брзе тркачке чамце.

Прецизни критеријум за разликовање чамца од брода не постоји, али по правилу чамци могу бити део брода док брод не може бити део чамца.

## Историја
Након што је Homo erectus можда користио водена пловила пре више од милион година да би прешао мореуз између копна, чамци су служили као превозно средство далеко у праисторијска времена. Индивидуални докази, као што је рано насељавање Аустралије пре више од 40.000 година, налази на Криту од пре 130.000 година и на Флоресу од пре 900.000 година сугеришу да су чамци коришћени још од праисторије. Сматра се да су најранији чамци били издубљени, а најстарији чамци пронађени археолошким ископавањима датирају од пре око 7.000 до 10.000 година. Најстарији пронађени чамац на свету, кану Песе, пронађен у Холандији, је направљен од издубљеног стабла Pinus sylvestris и изграђен је негде између 8200. и 7600. године пре нове ере. Овај кану је изложен у Дрентовом музеју у Асену, Холандија. Други веома стари издубљени чамци су такође пронађени. Сплавови су кориштени најмање 8.000 година. На локалитету Х3 у Кувајту пронађен је 7.000 година стар морски чамац од трске. Чамци су коришћени између 4000 и 3000 пре нове ере у Сумеру, где је 4000 година стар чамац ископан у Уруку, древном Египту, и у Индијском океану.
Чамци су играли важну улогу у трговини између цивилизације долине Инда и Месопотамије. Докази о различитим моделима чамаца такође су откривени на разним археолошким налазиштима у долини Инда. Уру занат потиче из Бејпора, села у јужном Каликуту, Керала, у југозападној Индији. Овај тип мамутског дрвеног брода је направљен искључиво од тиковине, са транспортним капацитетом од 400 тона. Стари Арапи и Грци користили су таква пловила као трговачке бродове.
Историчари Херодот, Плиније Старији и Страбон бележе употребу чамаца за трговину, путовања и војне сврхе.

## Типови
Чамци се могу категорисати по свом погону. Ови се деле на:
- Без напајања. Ово укључује ношење са плимом или речном струјом.
- Покрећу га чланови посаде на броду, користећи весла, лопатице, штап или квант.
- Покреће се једром.
- Тегљење – било од стране људи или животиња са обале реке или канала (или у веома плиткој води, ходањем по морском или речном кориту) или другим пловилом.
- Покрећу га машине, као што су мотори са унутрашњим сагоревањем, парне машине или батерије и електрични мотор.

Било који брод може користити више од једне од ових метода у различито време у комбинацији.‍:33
Бројни велики бродови се обично називају чамцима. Подморнице су одличан пример. Друге врсте великих пловила које се традиционално називају бродовима укључују теретне бродове на Великим језерима, речне бродове и трајектне чамце. Иако довољно велики да носе сопствене чамце и тешке терете, ова пловила су дизајнирана за рад на унутрашњим или заштићеним обалским водама.